# Éburrien
Objets typiques
outils d'obsidienne
L'Éburrien est une culture archéologique d'Afrique orientale caractérisée par son industrie lithique. Elle s'étend sur la fin du Tardiglaciaire et sur l'Holocène, d'environ 13000 à 1000 av. J.-C.

## Historique
L'Éburrien a été défini initialement par le préhistorien Louis Leakey, sous les noms successifs d'Aurignacien du Kenya en 1931, puis de Capsien d'Afrique de l'Est en 1947, avant d'être renommé Éburrien par Stanley Ambrose à partir de 1980. Son nom lui vient du volcan Ol Doinyo Eburru, près du lac Nakuru, au Kenya, dans la vallée du Grand Rift, qui est la région où on l'a mis au jour.
Une sérieuse difficulté est que le périmètre de l'Éburrien tel que défini par Ambrose ne correspond qu'à une partie du périmètre du Capsien du Kenya tel que défini à l'origine par Leakey.

## Description
Des assemblages lithiques éburriens ont notamment été trouvés dans la grotte de Gamble et sur les sites de Nderit Drift et de Cartwright, dans le bassin du lac Nakuru. Ils comprennent de grandes lames à dos, des microlithes en forme de croisssant, des burins et des grattoirs. Certains outils de Gamble sont en obsidienne.

## Phases
- Phase 1, d'environ 13000 à 10000 av. J.-C., phase associée à une courte période de climat humide, suivie d'une période plus sèche (Dryas récent).
- Phase 2, à partir d'environ 7500 av. J.-C., une période de climat très humide.
- Phase 3, à partir d'environ 6000 av. J.-C.
- Phase 4, à partir d'environ 4500 av. J.-C., avec un climat plus sec irrégulier.
- Phase 5, à partir d'environ 3000 av. J.-C., le climat devient beaucoup plus sec que de nos jours. Durant cette dernière période, les outils de l'Éburrien sont accompagnés de poteries et d'ossements de bétail. Cela correspond au Néolithique pastoral de savane. Avant cette cinquième phase, les peuples de l'Éburrien vivent de chasse et de cueillette.